# エレクトリックファン
エレクトリックファン（ELECTRIC FAN）とは、タイトーのコンピューターゲーム『ダライアス』シリーズに登場する架空の宇宙戦艦。ここでは他の刺胞動物型キャラクターも記載。

## 特徴
イソギンチャクをモデルにした巨大戦艦で、2面のB、Cゾーンに待ち受けている。カラーはBが紫で、Cが赤。
本物のイソギンチャクほど触手状の構造物が多くはないが、その中で4つほど形状が違う部分があり、そこからホーミングミサイルを放ち、中央の口からレーザー弾を連射してくる。

## 作品毎の特徴
ダライアスシリーズでは、比較的登場機会が多いベルサー戦艦である。中ボスにもされたり、テーマBGMの「BOSS2」（外伝では「FAKE」）における軽妙なリズムも相まってか、シリーズでもかなり個性的な類のボスとなっている。
同社ゲームの『レインボーアイランド』のアーケード版のダライアスステージでもボスにされている（ファミコン版ではキングフォスルに変更）程なので、当艦の個性がこういった面でも現れている。

## 登場作品

### スーパーダライアス、ダライアスプラス
PCエンジンソフトの2タイトルでもBゾーンボスとして登場する。

### ダライアスII（メガドライブ版）
メガドライブ版の『ダライアスII 』では、容量関係でカットされたアーケード版6面中ボスのオクトパスに変わって登場。
オクトパスと同じようにウェーブを撃ち、弾をばらまいてくる。PCエンジン版『スーパーダライアスII』にも登場。

### ダライアス外伝
ダライアス外伝では、3面Eゾーンのボスとして登場。色は紫。
レーザーは吐かなくなったが、ホーミングミサイルを撃ち、『ファンタジーゾーン』2面のボスのような大量の青い弾による降弾攻撃に加え、Ⅰではホーミングミサイル発射口だった触手から弾をばらまいてくる。
本物のイソギンチャクのようにクマノミを吐いて、こちらの攻撃を遮断し、さらにミサーマという赤いアメーバ型の敵を吐いてくるが、ミサーマ本体には攻撃力がない。
吸引攻撃を仕掛けてくるが、脚や装甲部なども破壊できる。しかし、破壊すると今度は緑色の放物線弾を大量にばらまいてくる。
セガサターン版では、戦うとスコアバグを起こしてしまう事がある。Jゾーンの背景では、Ⅰの姿で登場している。

### ダライアスR
ゲームボーイアドバンス版の『ダライアスR』ではEゾーンに登場。攻撃自体はそれまでと同じ。

## その他
本艦のBGMである「BOSS2」は、他作品ではゲームボーイ版の『サーガイア』のカトルフィッシュとの対決シーンに使用された。同ゲーム最終面でも使われている。
ダライアスバーストのミッションモードでは、2面ボスのマッドホイールにも使用されている。

## サンダーボルトファンズ （THUNDERBOLT　FANS)
スーパーファミコン版の『ダライアスフォース』では、Eゾーンボスとして、サンダーボルトファンズが登場する。色は赤と紫。
エレクトリックファン同様、口からレーザーを撃つが、その後には大小二つのイソギンチャクに分離し、中継ビットを放出して、それぞれ口から強力なサンダーレーザーを撃つ攻撃方法を持つ。
小型イソギンチャクを破壊すれば、残った大型イソギンチャクが拡散弾と画面の2/3を覆うサンダーレーザーを撃ってきて、正面からの回避は困難となる。

## クラゲ型戦艦
本種のような刺胞動物型戦艦には、クラゲモチーフの3種類が存在する。

### ハードマウルスク（HARD MOLLUSK）
ダライアスⅠでボツとなり、スーパーダライアスで復活したカツオノエボシ型戦艦。
傘上部には斜めに発射するレーザー砲台があり、正面にある3方向弾を撃つ口部分が弱点で、そこを狙わなければならない。触手部分は破壊可能で、そこを破壊すればホーミングミサイル攻撃を封じられる。
ダライアスIIの業務用ではXゾーンエンディングの最後に登場する。スーパーダライアスIIでは中ボスで登場。

### マディクリスタル（MUDY CRYSTAL）
ダライアスフォースのB、Cゾーンボスとして登場するカツオノエボシ型戦艦。
Bの色が紫で、Cが赤。破壊しても何度でも再生する触手を自機に向かって振り下ろし、頭部からは弾を3方向に撃ち返す破裂弾を撃つ。弱点は頭部のドーム部に覆われたコア。
ドームを破壊すると、触手基部から高速レーザー球を撃ってくる。このレーザー球砲台は破壊可能だが、触手に邪魔されて狙いにくい。下部触手は破壊可能。
再生触手はハードランクでは、先端から弾を撃ってくる。

### キュリアスシャンデリア（CURIOUS CHANDELIER）
ダライアス外伝の最終面Zゾーンの地底深くに登場するエビクラゲ型のボス。
本体中央に自機を見る目を持ち、その目は自機の移動方向を追尾する。その弱点の目から正確に狙いを付けるマーカー弾ショットと、360°方向に放たれる連射レーザーを撃つ。下部の触手は破壊できる。
一定時間経つか、ダメージを受けると触手を全て落とし、基部ポッド部を触手として伸ばしてくる。このポッド部は第一形態ではショートレーザー弾や、レーザー弾に変化する金属球体を放出する。ポッド部は一度ないし数度に分けて数本分まとめて発射され、破壊可能だが、一定時間経つか、目のダメージを一定量与えると、全てばらけて発射されるようになる。
最終形態では目からマーカー弾ショットの他、連射レーザーに加え、連射レーザーとは逆方向に放たれるシャワーレーザーを撃ってくる。
倒すのに時間がかかる事と、最終ボスであるため、シリーズ最強の刺胞動物型戦艦といえる。
なお、倒すと惑星ダライアスそのものが爆発消滅するというバッドエンディングになる。